# Municipio de Genoa (Illinois)
El municipio de Genoa (en inglés: Genoa Township) es un municipio ubicado en el condado de DeKalb en el estado estadounidense de Illinois. En el año 2010 tenía una población de 5704 habitantes y una densidad poblacional de 60,96 personas por km².

## Geografía
El municipio de Genoa se encuentra ubicado en las coordenadas 42°6′17″N 88°39′22″O / 42.10472, -88.65611. Según la Oficina del Censo de los Estados Unidos, el municipio tiene una superficie total de 93.56 km², de la cual 93.34 km² corresponden a tierra firme y (0.24%) 0.23 km² es agua.

## Demografía
Según el censo de 2010, había 5704 personas residiendo en el municipio de Genoa. La densidad de población era de 60,96 hab./km². De los 5704 habitantes, el municipio de Genoa estaba compuesto por el 93.95% blancos, el 0.54% eran afroamericanos, el 0.18% eran amerindios, el 0.44% eran asiáticos, el 0.02% eran isleños del Pacífico, el 3.42% eran de otras razas y el 1.46% pertenecían a dos o más razas. Del total de la población el 13.03% eran hispanos o latinos de cualquier raza.